# James Hannen, Baron Hannen

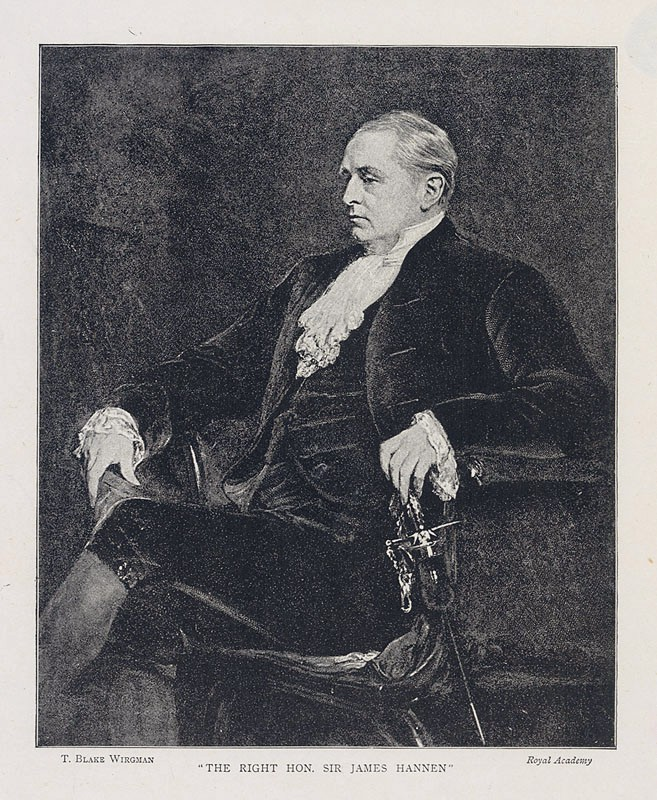
James Hannen, Baron Hannen

James Hannen, Baron Hannen PC FRS (* 19. März 1821 in Peckham; † 29. März 1894 in London) war ein britischer Jurist, der zuletzt als Lord of Appeal in Ordinary aufgrund des Appellate Jurisdiction Act 1876 als Life Peer auch Mitglied des House of Lords war.

## Leben
Nach dem Besuch der St Paul’s School absolvierte Hannen, Sohn eines Londoner Kaufmanns, ein Studium der Rechtswissenschaften an der Ruprecht-Karls-Universität Heidelberg und erhielt nach dessen Abschluss 1848 seine anwaltliche Zulassung bei der Rechtsanwaltskammer (Inns of Court) von Middle Temple. Im Anschluss nahm er eine Tätigkeit als Barrister auf und arbeitete 1863 auch als Rechtsberater im Schatzamt (Treasury).
1868 wechselte er in den richterlichen Dienst und fungierte bis 1872 als Richter am damaligen Zivilgericht Englands (Court of Queen’s Bench). Zugleich wurde er 1868 zum Knight Bachelor geschlagen und führte seither den Namenszusatz „Sir“. Darüber hinaus wurde er 1868 Serjeant-at-law. Nach Beendigung seiner Tätigkeit am Court of Queen’s Bench war er zwischen dem 14. November 1872 und dessen Auflösung am 1. November 1875 als Nachfolger von James Wilde Richter am Testamentsgericht (Court of Probate) sowie zeitgleich Richter am Scheidungs- und Ehegericht (Court for Divorce and Matrimonial Causes). Als solcher wurde er 1872 auch Privy Councillor.
Im Anschluss wurde Hannen, der 1878 auch sogenannter „Bencher“ der Anwaltskammer von Middle Temple wurde, am 1. November 1875 erster Präsident der Testaments-, Scheidungs- und Admiralitätsabteilung (Probate, Divorce and Admiralty Division) am neugegründeten und für England und Wales zuständigen High Court of Justice und bekleidete dieses Richteramt bis 1891. Während dieser Zeit war er 1888 auch Vorsitzender der sogenannten Parnell Commission, eine Untersuchungskommission, die sich mit Vorwürfen gegen den Politiker Charles Stewart Parnell befasste und letztlich zu dessen Rehabilitation führte.
Zuletzt wurde Hannen, der 1891 auch Fellow der Royal Society wurde, durch ein Letters Patent vom 29. Januar 1891 aufgrund des Appellate Jurisdiction Act 1876 als Life Peer mit dem Titel Baron Hannen, of Burdock in the County of Sussex, zum Mitglied des House of Lords in den Adelsstand berufen und wirkte bis 1893 als Lordrichter (Lord of Appeal in Ordinary). Als solcher war er 1892 auch Schiedsmann in Fragen der Robbenjagd im Beringmeer.
Sein jüngerer Bruder Nicholas John Hannen war ebenfalls Jurist und unter anderem zwischen 1891 und 1900 Präsident des britischen Obersten Gerichts für China und Japan (British Supreme Court for China and Japan) sowie zugleich von 1891 bis 1897 Leiter des Generalkonsulats in Shanghai. Dessen Sohn Nicholas Hannen war ein bekannter Schauspieler, der zwischen 1931 und 1962 in zahlreichen Filmen wie Heinrich V. (1944), Quo vadis? (1951) und Richard III. (1955) mitwirkte.